# Håkon Ivarsson
Håkon Ivarsson también Håkon Jarl (1031 - 1062) fue un caudillo vikingo de Noruega. Hijo de Ivar el Blanco uno de los jarls de distrito bajo el reinado de Olaf II el Santo. Capitán para la defensa costera de Dinamarca bajo el reinado de Svend II Estridsen (1048-1050). Jarl de Oppland bajo el reinado de Harald III de Noruega (1054-1064) a la muerte de su predecesor Orm Eilivsson. La saga Orkneyinga menciona que, tras la batalla de Niså, Håkon Ivarsson había sido desterrado por el rey Harald y se le otorgó poder en Suecia bajo el reinado de Stenkil.

## Herencia
Håkon casó con una hija ilegítima de Magnus I de Noruega, llamada Ragnhild, y de esa relación nacerían tres hijos:
- Ragnhild Håkonsdatter (n. 1055), que casó con el jarl de las Orcadas, Pablo Thorfinnsson.
- Sunniva Håkonsdatter, de quien se desconoce el nombre de su marido, pero tuvo un hijo, Håkon Sunnivasson (n. 1088) que casaría con Ragnhild (una hija de Erico I de Dinamarca) y fruto de esa relación nacería Erico III de Dinamarca.[8]
- Ivar Håkonsson, que casaría con una hija de Aale Guttormsson (n. 1050) de Hedmark.